# آنانیا کاره
آنانیا کاره (انگلیسی: Ananya Khare؛ زادهٔ ۱۶ مارس ۱۹۶۸) بازیگر سینما و بازیگر تلویزیون اهل هند است.
از فیلم‌ها یا برنامه‌های تلویزیونی که وی در آن نقش داشته‌است می‌توان به دیوداس، ظالم، فیلم و چاندنی بار اشاره کرد. وی در سال ۲۰۰۱ برنده جایزه ملی فیلم بهترین بازیگر نقش مکمل زن شده است.